# Бургуджи
Бургуджи (до 1948 г.) или Виноградивка (на украински: Виноградівка) е село в Украйна, Одеска област, Болградски район.

## География
Селото се намира в историческата област Буджак, Южна Бесарабия. Разположено е южно от районния център град Арциз. Землището му е с площ от 4.21 км2.
Населението на Виноградовка е 3306 души, предимно (91,8 %) етнически българи, по данни от преброяването през 2001 година.

## История
Селището е основано от български преселници от сливенското село Бургуджи през април 1830 г.

## Население
Населението на селото според преброяването през 2001 г. е 3306 души, 1998 г. – 3607 душ.

### Езици
Численост и дял на населението по роден език, според преброяването на населението през 2001 г.:
| Роден език | Численост | Дял (в %) |
| Общо       | 3306      | 100.00    |
| Български  | 2849      | 86.17     |
| Гръцки     | 180       | 5.44      |
| Руски      | 143       | 4.32      |
| Украински  | 100       | 3.02      |
| Молдовски  | 14        | 0.42      |
| Арменски   | 8         | 0.24      |
| Гагаузки   | 5         | 0.15      |
| Румънски   | 1         | 0.03      |
| Други      | 6         | 0.18      |

## Личности
- Леонид Базан, украински и български състезател по борба свободен стил.